# Baureihe 427.1
De Baureihe 427.1, voorheen ET 27 genoemd, is een driedelig elektrisch treinstel voor het regionaal personenverkeer van de Deutsche Bahn (DB).

## Geschiedenis
Deze treinstellen werden in 1961 door de Deutsche Bundesbahn besteld voor het regionaal personenverkeer als voorloper van de latere S-Bahn Stuttgart. Vanaf 1963 werden vijf treinstellen in dienst gesteld. De serie ET 27 kan gezien worden als een voorstudie voor het latere S-Bahn treinstel van de serie 420. Enkele kenmerkende details zoals de indeling van het interieur met drie brede deurpartijen per rijtuig en gebogen cabine ramen tonen een zekere verwantschap met die van de serie 420. Samen met de ervaringen en die van de S-Bahnen uit Hamburg en Berlijn leidde het tot ontwikkeling van een nieuwe type S-Bahn treinstellen. In tegenstelling tot de serie 427, die wel geschikt was voor lage perrons, werd latere serie 420 speciaal ontworpen voor een inzet op lijnen met perronhoogtes van 76 of 95 centimeter en voorzien van een thyristor gestuurde tractie-installatie.
De treinen kwamen aan onderhoudswerkplaats Bw Esslingen in onderhouden, maar later werd dit door Bw Tübingen verzorgd.
In 1968 werden alle treinen bij een grote revisie door AW Cannstatt. Als midden jaren ’70 de DB huisstijlkleuren veranderen krijgen ook deze treinstellen de nieuwe kleuren oceaanblauw-beige aangemeten in plaats van purperrood.
In 1985 werden alle treinen afgevoerd.
Tot een verkoop van de treinstellen aan de Lötschbergbahn (BLS) komt het niet. Bij de beproeving van een treinstel bleek het in een te slechte staat te verkeren, maar ook omdat technische verschillen met het eigen BLS materieel te groot zijn wordt er niet tot aanschaf overgegaan. Het bewuste treinstel leidt daarna een verkommerend bestaan in Zwitserland tot dat spoorweghobbyisten het herontdekken en weer brengen terug naar Stuttgart. Het rijvaardig maken is nog niet voorzien.

## Constructie en techniek
Deze trein is opgebouwd uit een stalen frame. Voor het splitsen en combineren werden de treinen voorzien van Scharfenbergkoppelingen. Deze treinen konden tot drie stuks gecombineerd rijden.

## Treindiensten
De treinen werden door de Deutsche Bahn (DB) ingezet op het traject:
- Stuttgart – Ulm / Neu-Ulm
- Stuttgart – Böbingen
- In de jaren 1980 op het traject Plochingen – Göppingen – Geislingen

## Foto's

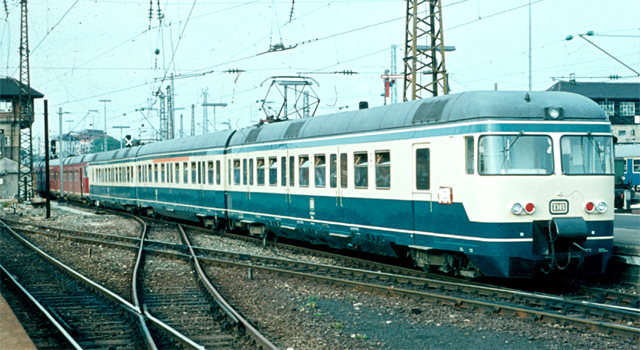
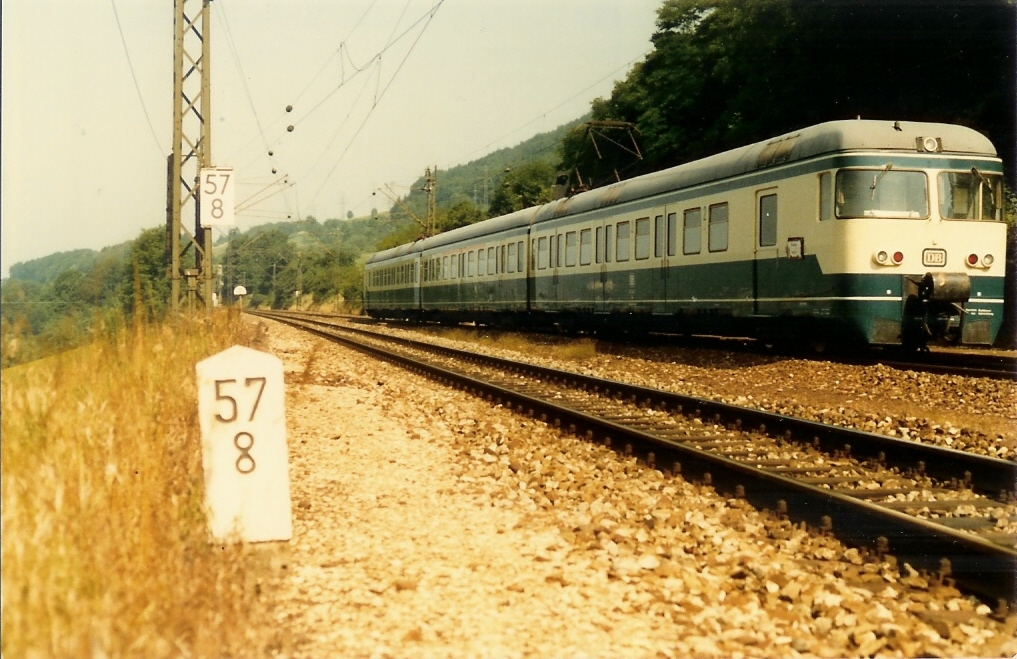

In dit overzicht staan eveneens treinen van de Deutsche Bundesbahn (DB) en van de Deutsche Reichsbahn (DR)